# 施普雷瓦尔德

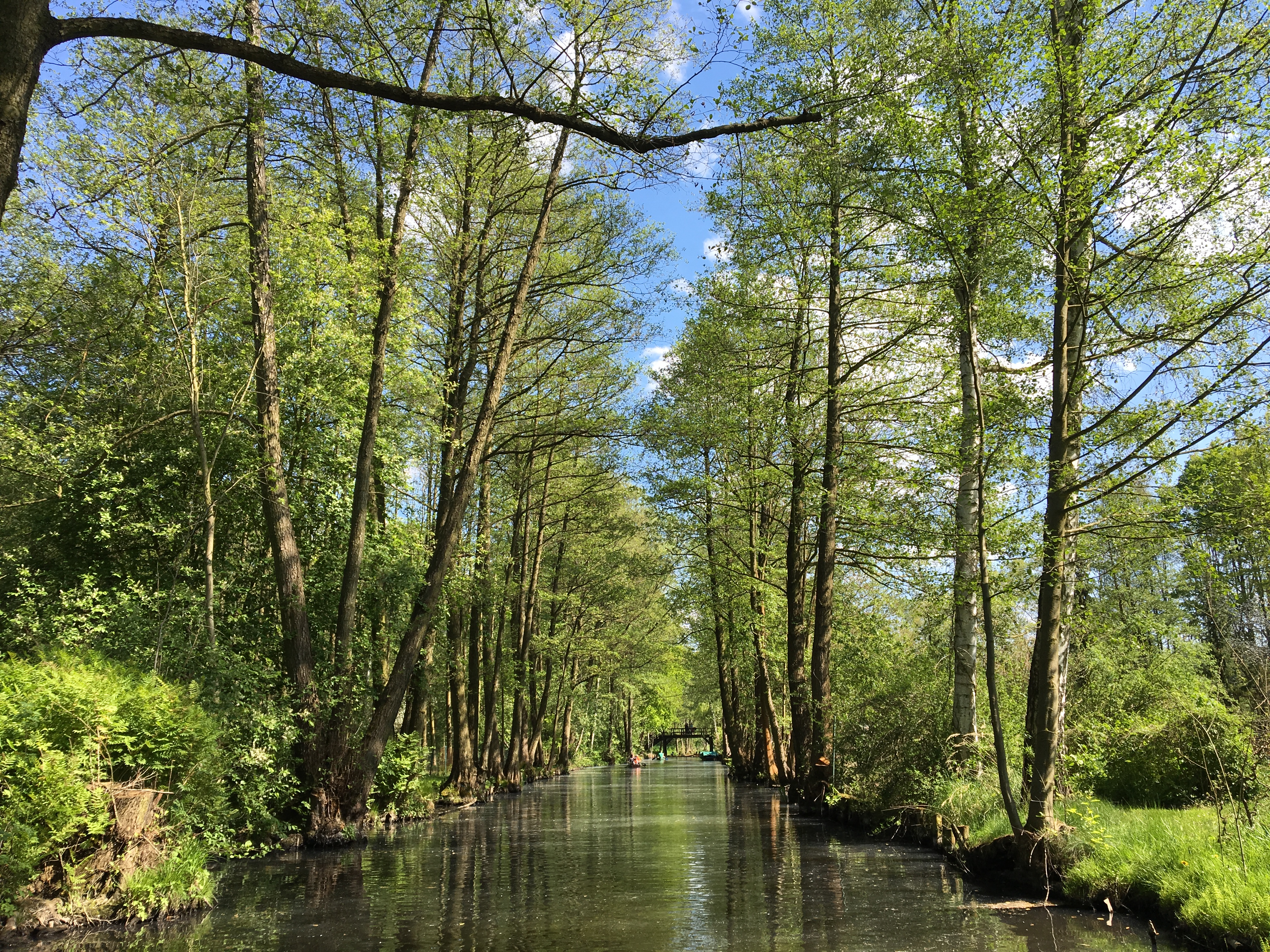
施普雷河的運河

施普雷瓦尔德（發音：[ˈʃpʁeːˌvalt] ⓘ，意为“施普雷河森林”，發音：[ˈbwɔta]，意为“沼泽”）是德國布蘭登堡邦東南的低地，施普雷河和支流形成網狀河道。1991年，由聯合國教科文組織登陸為生物圈保護區。區域內的主要都市是吕伯瑙。索布人的文化是當地特別的景觀。

## 外部連結
- The Spreewald Guide - your Guide for the Spreewald area （页面存档备份，存于）

53°12′16.09″N 1°4′21.94″W / 53.2044694°N 1.0727611°W